# مطار إمبابة

مطار إمبابة بالقمر الصناعى

مطار إمبابة بالقمر الصناعى

مطار إمبابة هو مدرج سابق للتدريب يقع بين حي المهندسين وميت عقبة ومن ورائه حي إمبابة وطريق محور 26 يوليو وحي العجوزة والبراجيل وأرض اللواء. وكانت الأرض المقام عليها ملك لوزارة الطيران المدني ومساحة هذه الأرض 220 فدان.

## التاريخ
أنشئ المطار في نهاية الأربعينيات وقتها كانت منطقة إمبابة ذات كثافة سكانية متواضعة ولكن مع الإدارة السيئة كثرت العشوائيات بالمنطقة وزاجت الكثافة السكانية أدى إلى عدم إمكانية تطبيق قواعد الطيران المدني ووقع حوادث كثيرة وسرقة معدات المطار، لذلك نقلت أدوات المطار إلى مطار 6 أكتوبر للتدريب في عام 1998 وأقفل المطار عام 2001.
مساحة أرض المطار تبلغ حوالي 220 فدان تقريبا كانت المنطقة محور خطط الجهات الحكومية لتطوير منطقة إمبابة بالكامل. ذكرت وزارة الإسكان في عام 2009 أنها ستبنى في موقع المطار كلية صناعية ومدرسة ثانوية صناعية، أما الآن فشمال المنطقة يوجد بها أرض إسكان وفي الوسط بنيت حديقة وأصبح جنوبه منطقة مشاريع متعددة الخدمات.

مطار إمبابة بعد توقف الطيران فيه